# Ramanujganj
Ramanujganj è una suddivisione dell'India, classificata come nagar panchayat, di 9.854 abitanti, situata nel distretto di Surguja, nello stato federato del Chhattisgarh. In base al numero di abitanti la città rientra nella classe V (da 5.000 a 9.999 persone).

## Geografia fisica
La città è situata a 23° 48' 0 N e 83° 42' 0 E e ha un'altitudine di 427 m s.l.m..

## Società

### Evoluzione demografica
Al censimento del 2001 la popolazione di Ramanujganj assommava a 9.854 persone, delle quali 5.139 maschi e 4.715 femmine. I bambini di età inferiore o uguale ai sei anni assommavano a 1.628, dei quali 839 maschi e 789 femmine. Infine, coloro che erano in grado di saper almeno leggere e scrivere erano 6.453, dei quali 3.793 maschi e 2.660 femmine.